# Lasy Judasza
Lasy Judasza, Judosz, Las Blicherski (niem. Judas Forst) – obszar leśno-działkowy Rybnika, położony na południe od Boguszowic-Osiedla w widłach ulic Patriotów i Jastrzębskiej. Znajduje się na południowo-wschodnich peryferiach miasta przy granicy z Żorami i gminą Świerklany, do których należą południowo-wschodnie fragmenty kompleksu leśnego.

## Historia
Lasy Judasza pod względem administracyjnym wchodziły dawniej w skład obszaru dworskiego o nazwie Nadleśnictwo Rybnik w powiecie rybnickim, od 1922 w woj. śląskim. 1 października 1924 zniesiono obszary dworskie na obszarze województwa śląskiego, w związku z czym Nadleśnictwo Rybnik rozparcelowano i włączono do miasta Rybnika oraz 11 gmin jednostkowych.
1 grudnia 1945 zniesiono gminy jednostkowe na terenie województwa śląskiego, zastępując je gminami zbiorowymi. Lasy Judasza włączono do nowo utworzonej gminy Jankowice Rybnickie w powiecie rybnickim, gdzie przekształcono je w gromadę o nazwie Boguszowice (druga, sąsiednia gromada o nazwie Boguszowice znajdowała się w gminie Boguszowice). 25 listopada 1946 zmieniono skład gminy Jankowice Rybnickie. Gromadę Boguszowice (osiedle) zniesiono i włączono do gminy Boguszowice, gdzie została zintergrowana z gromadą Boguszowice (Stare). Wraz z reformą wprowadzającą gromady w miejsce gmin jesienią 1954 zlikwidowano gminę Boguszowice, a jej obszar utworzył przejściowo gromadę Boguszowice. Gromada przetrwała zaledwie pięć tygodni, bo już 13 listopada 1954 nadano jej status osiedla. 18 lipca 1962 Boguszowice otrzymały prawa miejskie i status odrębnego miasta, w związku z czym Lasy Judasza stały się lasem miejskim. 27 maja 1975 Boguszowice (z Lasami Judasza) włączono do Rybnika.

## Charakterystyka
Najstarszą w rejonie Lasów Judasza to kopalnia Jankowice oraz przylegające do niej familoki (po zachodniej stronie) – tradycyjne robotnicze domy mieszkalne pochodzące jeszcze sprzed II wojny światowej. Natomiast wybudowane na północny wachód od Lasów Judasza Boguszowice Osiedle o architekturze socrealistycznej powstało po II wojnie świetowej. Bezpośrednio z lasem sąsiaduje Boguszowicki Dom Kultury.
Środkową część Lasów Judasza wykarczowano na potrzeby budowy kolonii domków działkowych. Na południe od nich, już na terenie gminy Świerklany, wybodowano oczyszczalnię ścieków gminnych.
Część Lasów Judasza należąca do Żor stanowi eksklawa Roju po zachodniej stronie Autostrady Bursztynowej (A1), zawierająca kilka domostw. Z Żorami łączy ją ulica Rajska, wiodąca wiaduktem nad autostradą, którą na krótkim odcinku przecina pasmo terytorium gminy Świerklany. Na planie miasta część ta określana jest jako Judosz.